# Oxidercia thermeola
Oxidercia thermeola là một loài bướm đêm trong họ Noctuidae.